# Major League Soccer de 2012
A Major League Soccer de 2012 foi a 100ª temporada de futebol sancionada pela FIFA nos Estados Unidos e no Canadá, a 34ª como primeira divisão nacional na América do Norte e a 17ª temporada da MLS.
Cada equipe jogou 34 partidas na temporada regular. O certame começou no dia 15 de março, quando o Los Angeles Galaxy derrotou o Seattle Sounders por 1–0 no estádio Qwest Field, e se encerrou com o anfitrião Houston Dynamo derrotando o Los Angeles Galaxy por 3–1 em 23 de outubro no Robertson Stadium. 
A temporada também contou com o Jogo das Estrelas da MLS no dia 27 de julho, quando o Manchester United derrotou as Estrelas da MLS por 4–0 na Arena Red Bull. 
A fase eliminatória da MLS de 2011 foi disputada de 26 de outubro até 20 de novembro, quando o Los Angeles Galaxy conquistou seu terceiro título do Campeonato da MLS ao derrotar o Houston Dynamo por 1–0 na Copa da MLS de 2011 no estádio Home Depot Center em Carson, Califórnia.

## Mudanças
- A equipe de Montreal se uniu à liga e jogou na Conferência Leste.
- A final da MLS Cup aconteceu dia 1 de dezembro, ademais a sede da final se disputou no estádio da equipe que havia terminado com a maior quantidade de pontos na temporada regular.

## Clubes

### Estádios
| Chicago Fire     | Chivas USA/ LA Galaxy | Colorado Rapids            | Columbus Crew    | D.C. United          | FC Dallas        |
| ---------------- | --------------------- | -------------------------- | ---------------- | -------------------- | ---------------- |
| Toyota Park      | StubHub Center        | Dick's Sporting Goods Park | Crew Stadium     | RFK Memorial Stadium | Toyota Stadium   |
| Capacity: 20,000 | Capacity: 27,000      | Capacity: 18,086           | Capacity: 20,145 | Capacity: 19,467     | Capacity: 21,193 |
|                  |                       |                            |                  |                      |                  |

| Houston Dynamo       | Montreal Impact  | New England Revolution | New York Red Bulls | Philadelphia Union | Portland Timbers |
| -------------------- | ---------------- | ---------------------- | ------------------ | ------------------ | ---------------- |
| BBVA Compass Stadium | Saputo Stadium   | Gillette Stadium       | Red Bull Arena     | PPL Park           | Providence Park  |
| Capacity: 22,000     | Capacity: 20,801 | Capacity: 22,385       | Capacity: 25,189   | Capacity: 18,500   | Capacity: 20,438 |
|                      |                  |                        |                    |                    |                  |

| Real Salt Lake    | San Jose Earthquakes | Seattle Sounders FC | Sporting Kansas City | Toronto FC       | Vancouver Whitecaps |
| ----------------- | -------------------- | ------------------- | -------------------- | ---------------- | ------------------- |
| Rio Tinto Stadium | Buck Shaw Stadium    | CenturyLink Field   | Sporting Park        | BMO Field        | BC Place            |
| Capacity: 20,213  | Capacity: 11,500     | Capacity: 67,000    | Capacity: 18,467     | Capacity: 30,000 | Capacity: 21,000    |
|                   |                      |                     |                      | \|               |                     |